# 52 Dywizja Piechoty (III Rzesza)
52 Dywizja Piechoty (niem. 52. Infanterie-Division) – jedna z niemieckich dywizji piechoty z czasów II wojny światowej, uczestniczyła w agresji na Francję i Norwegię oraz w ataku na Związek Radziecki.

## Szlak bojowy
Dywizję utworzono na bazie kadr dostarczonych przez 29., 9. i 15 Dywizję Piechoty. Jednostka walczyła we Francji i brała udział w inwazji na Norwegię. Od czerwca 1941 r. znajdowała się w składzie Grupie Armii Środek i walczyła o Bobrujsk, Briańsk i Moskwę. Na froncie przebywała do jesieni 1943, gdy mocno zniszczona została wycofana spod Smoleńska. 
52 Dywizja Piechoty nie została odbudowana, 3 grudnia 1943 przekształcono ją w 52 Polną Dywizję Szkoleniową (52. Feldausbildungs-Division), którą 12 kwietnia 1944 rozwiązano jako jednostkę bojową. Sztab dywizji przeniesiono do Grupy Armii Północ w celu sformowania 52 Dywizji Bezpieczeństwa.

## Dowódcy dywizji
- gen. mjr Karl-Adolf Hollidt
- gen. por. Hans Jürgen von Arnim
- gen. por. Lothar Rendulic
- gen. por. Rudolf Peschel
- gen. mjr Albert Newiger - dowodził dywizją szkolną

## Struktura organizacyjna
- Skład w sierpniu 1939:

163., 181. i 205 pułk piechoty, 152. pułk artylerii, 152 batalion rozpoznawczy, 152 batalion przeciwpancerny, 152 batalion inżynieryjny, 152 batalion łączności, dywizyjne oddziały zaopatrzeniowe.
- Skład w grudniu 1943:

565., 556. i 567 pułk grenadierów.